# Vlada Avramov
Vlada Avramov (* 5. duben 1979) je srbský fotbalista.

## Reprezentační kariéra
Vlada Avramov odehrál za srbský národní tým v roce 2007 celkem 2 reprezentační utkání.

## Statistiky
| Srbsko | Srbsko | Srbsko |
| Roky   | Záp.   | Góly   |
| ------ | ------ | ------ |
| 2007   | 2      | 0      |
| Celkem | 2      | 0      |